# Sîrivske, Bârzula
Sîrivske (în ucraineană Сирівське) este un sat în comuna Liubașivka din raionul Bârzula, regiunea Odesa, Ucraina.

## Demografie
Componența lingvistică a localității Sîrivske
     Ucraineană (74,16%)
     Română (24,72%)
     Rusă (1,12%)
Conform recensământului din 2001, majoritatea populației localității Sîrivske era vorbitoare de ucraineană (74,16%), existând în minoritate și vorbitori de română (24,72%) și rusă (1,12%).